# Ralph Stöckli
Ralph Stöckli (n. 23 iulie 1976, Uzwil, Cantonul St. Gallen, Elveția) este un jucător de curl ce a reprezentat Elveția, medaliat olimpic. A participat la 2 ediții ale Jocurilor Olimpice (2006, 2010) în care a câștigat o medalie de bronz.